# Аль-Гассра, Ракия
Ракия Аль-Гассра (араб. رقية الغسرة‎;6 сентября 1982, Бани Ярма) — бывшая бахрейнская легкоатлетка, специализировавшаяся в спринтерском беге. Чемпионка Азии, участница двух Олимпийских игр.

## Биография
На международной арене Ракия Аль-Гассра дебютировала в 2001 году. В 2003 году в Ливане выиграла золотую медаль на чемпионате арабских стан по лёгкой атлетике, выступая на стометровке и двухсотметровке. В начале следующего года на континентальном первенстве в помещении, которое прошло в Тегеране, трижды завоевывала серебряные медали в спринтерском беге.
В 2004 году Аль-Гассра дебютировала на Олимпиаде. На этих Играх в составе бахрейнской делегации впервые принимали участие женщины и Ракия получила возможность соревноваться. Она выступала только на стометровке, показала в своём забеге время 11,49 и заняв пятое место завершила выступление уже после первого раунда.
В 2006 году на Азиатских играх в Дохе Аль-Гассра выиграла золотую медаль на двухсотметровке с результатом 23,19, став первой спортсменкой, родившейся в Бахрейне, которая смогла выиграть континентальное первенство (остальные победы Бахрейна были завоёваны натурализованными спортсменами). Там же выиграла бронзовую медаль на дистанции в два раза короче.
В 2008 году Ракия выиграла золото на чемпионате Азии в помещении, а также квалифицировалась на свои вторым Олимпийские игры. На церемонии открытия она была знаменосцем сборной Бахрейна, став первой женщиной, удостоенной этой чести. В рамках соревновательной программы Аль-Гассра выступала только на дистанции 200 метров (хотя также выполнила квалификационный норматив и на стометровке). Она выиграла свой предварительный забег, показав результат 22,81, затем улучшила этот результат на 0,05 и выиграла четвертьфинал. В полуфинале он финишировала со временем 22,72, но заняла в своём забеге только шестое место и не пробилась в финал.
На чемпионате мира 2009 года в Берлине Аль-Гассра также пробилась в полуфинал на двухсотметровке и в четвертьфинал на стометровке, оба раза обновляя лучшие результаты в сезоне. После этого она заявила о завершении карьеры по медицинским причинам в возрасте 27 лет. В 2010 году перепроверка допинг-пробы бегуньи дала положительный результат и все её результаты с 17 сентября 2009 года были аннулированы.